# Les Vins de France
Pour l’article homonyme, voir Vin de France.
Les Vins de France est un ballet (aussi appelé « divertissement ») en 2 tableaux, sur un livret de Lucien Defoursy composé en 1879 par André Messager.

## Contexte
Alors que Messager commence sa carrière de chef d'orchestre aux Folies bergères après des prix de composition (1875, 1876) il se voit commandé trois ballets « légers » pour ce théâtre ; Fleur d'oranger – qui connaîtra un vif succès et plus de 200 représentations – Les Vins de France et Mignons et vilains. Comme la tradition des « Folies » le voulait, il est très probable qu'il les aient tous dirigés lui même durant ces deux années en poste.
Cette période marque le début d'une vie professionnelle remplie de succès pour Messager.

## Présentation

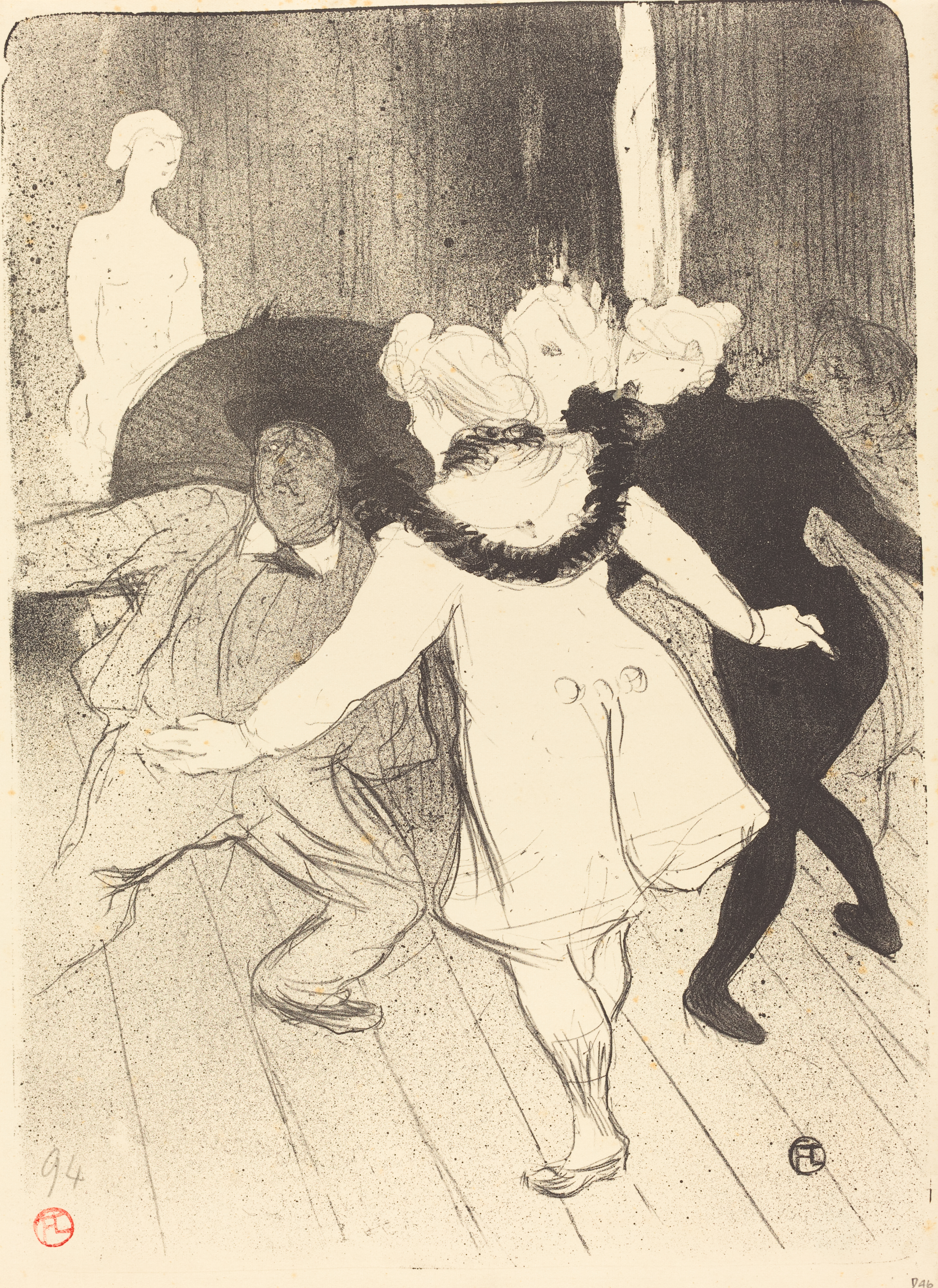
Comme Henri de Toulouse-Lautrec le dessine ici en 1893, les Folies Bergère étaient avant tout un lieu de divertissement et de danse pour le public.

On sait de ce petit ballet en deux tableaux qu'il montrait une belle diversité de thèmes, ainsi qu'une suite de danses adaptée aux Folies Bergères: mazurkas, valses, etc.

## Édition
Comme il était courant de le faire, pour l'usage du public et par souci économique, Les Vins de France ne sont publiés que sous la forme d'une réduction au piano (éd. Minier, 1879) et aucune partition symphonique ne nous reste de cette œuvre.

### Pages connexes
- Music-hall
- 9e arrondissement de Paris
- Émile Paladilhe
- Liste des salles de spectacles parisiennes disparues